# Charaxes anticlea
Charaxes anticlea är en fjärilsart som beskrevs av Dru Drury 1782. Charaxes anticlea ingår i släktet Charaxes och familjen praktfjärilar. Inga underarter finns listade i Catalogue of Life.